# Lou Novy para
Lou Novy Para (en français, Le Fiancé apprêté, Lou nòvi para selon la norme mistralienne, Lo nòvi parat selon la norme classique) est une pièce de théâtre provençale en langue d'oc (en provençal rhodanien) en vers composée de trois actes par Jean-Baptiste Coye. 
La pièce se déroule en Arles. M. Griffou a arrangé et doté le mariage de sa fille âgée de 15 ans Nouradou avec Casteouroux, un gentilhomme bien plus âgé. Sortie du couvent, elle est amoureuse de Tourvillou, de haute naissance lui aussi, hébergé sous le toit de Griffou et ce dernier correspond à son amour. Casteouroux soudoie Nerinou qui fait mine d'être la confidente de Nouradou et qui, au courant de ses inclinaisons amoureuses, tente, en vain de la faire revenir vers Casteouroux et en informe Griffou qui menace Nouradou des pires conséquences, lui refusant même le retour au couvent qu'elle demande en dernier recours. Il essaie de dissiper les craintes de Casteouroux et certifie que ce mariage se fera. Nouradou, face au départ de Tourvillou, pense qu'elle lui est désormais indifférente. Elle se confie à Alphousinou, femme de chambre et amie, qui lui dit qu'il n'en est rien et encourage cette dernière à fuir avec Tourvillou, qui apparaît et lui confirme son amour. Après leur départ, Alphousinou fait mine de s'être fait berner.  Griffou informe, avec une confusion initiale extrême, Casteouroux qui est furieux et s'emporte contre lui. Dans la discussion Nouradou est découverte comme entremetteuse et expulsée par les deux hommes, entre qui le torchon brûle finalement à la suite de leur dispute. Griffou lui exige de partir et de restituer le plus promptement la dot sous peine de poursuites judiciaires. Griffou appelle M. Dodu, voisin et ami versé en droit et lui fait part de l'âpreté avec laquelle il veut faire s'abattre tout le poids de la justice sur les amoureux. Ce dernier tente de l'en dissuader et d'attendre, dans son propre intérêt, de se calmer. M. Pistachou, beau-frère de Griffou et oncle de Nouradou part sur indication de Nerinou à la recherche des deux amants en direction du port. Ils les retrouve, Nouradou inanimée car leur embarcation a fait naufrage. Il la fait porter chez lui accompagnée de Tourvillou et elle reprend finalement conscience. Sage, il prend parti pour sa nièce, rappelle que Tourvillou est très bien né et recommande à Griffou de les laisser se marier. Ce dernier, face aux explications de Nouradou qui lui rappelle la violence de ses propos face à ses larmes et son refus de la renvoyer au couvent ainsi que face aux excuses de Tourvillou (qui, contrairement à Casteouroux est indifférent à la dot) qui lui demande de pardonner à sa fille en prenant toute la faute sur lui consent au mariage.
Son édition de 1743 présente avec ses seules initiales l'auteur ainsi qu'une prétendue impression chez un éditeur polonais d'une Cracovie au nom provençalisé en Cracouvio.
Lafont et Anatole soulignent l'immense succès de la pièce dont il s'étonnent jugeant sévèrement de « fade et molle à [leur] goût » !

## Langue
Dans son introduction, l'auteur revendique la langue et justifie ses choix graphiques (tels que le graphème « ou » pour noter le son atone neutralisé correspondant aux terminaisons féminines ou aux désinences du premier groupe au présent de l'indicatif à la troisième personne du singulier -équivalent du « e » en français dans « une chambre » ou « [elle] parle »-) et linguistiques (le provençal rhodanien qui s'oppose au « Maritime », en particulier celui d'Aix, alors capitale politique et intellectuelle, faisant office de norme). La métrique interrompt le compte de pieds au dernier accent tonique du vers ignorant ce qui suit. 
La pièce est censée se passer dans un milieu aristocratique, le niveau de langage est élevé et les personnages s'interpellent en employant les termes francisés « perou » et « frerou » au lieu du provençal "« paire » et « fraire » couramment usités pour « père » ou « frère ».

## Résumé

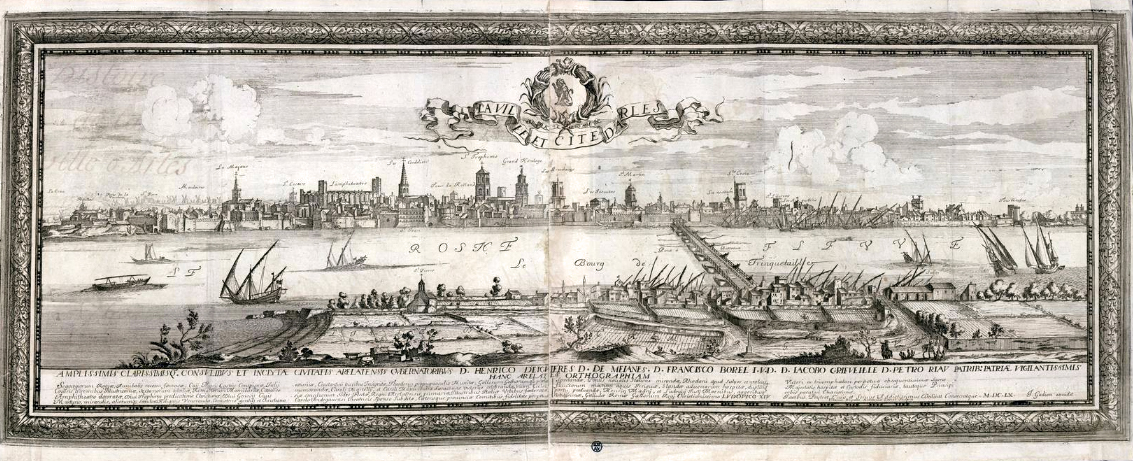
Arles

### Acte I

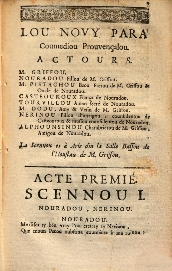

- Scène 1 : Nouradou se lamente auprès de Nerinou qui vient de lui apprendre que son père a choisi pour elle Casteouroux ("Et qu'abusan dei dré dou poudé partenel, M'abandoune eis hourrour d'un tourmen eternel", "Sabes per Casteouroux quintou es ma repugnaçou, Soun age, soun humour, sey regard tout m'ouffençou."). Nerinou sonde ses sentiments et lui fait remarquer que Casteouroux ne lui faisait pas tant mauvais effet au début '"Souvén de vosteis yeux de regard amouroux, Escapa per hazard & meme maugra vous, M'an dit que Casteouroux qu'escaufou vostou bilou, Tenié tout soun malhur dei charme de Tourvillou,") mais c'est l'amour de Tourvillou qui l'en écarte. Elle essaie en vain de lui rappeler qu'il l'aurait trahi, Nouradou abhorre définitivement Casteouroux et préfère la jeunesse ("Nerinou : E que trouba de may dedin moussu Tourvillou. Nouradou : Quinge an de mens.") de Tourvillou qui ne quitte pas son esprit.
- Scène 2 : Arrivée de Casteouroux qui déclare sa flamme en demandant à Nouradou si elle partage ses sentiments ("Pode ty me flatta qu'une flamou amourousou, Vous fay sensou regré deveny moun espousou"). Devant l'accueil froid qu'elle lui fait et l'ironie sur son âge (Lou plesy qu'ay senty dins aqués mariage, Esclattou et pou se veyre escri sur moun visage, Un home a quarante-an deou bén se desveloupa,"), il lui déclare malgré son amour se plier à son choix si elle ne l'aime pas ("Lou tître de Mary que flattou Casteouroux, Es un tître à fugy se lou tén pas de vous,"). Nouradou prétexte son jeune âge pour esquiver la réponse directe et laisse à Nerinou le soin d’éclaircir Casteouroux après son départ ("Nerinou vous dira mey sentimen.").
- Scène 3 : Resté seul avec Nerinou, Casteuroux fait part de sa préoccupation concernant les sentiments de Nouradou ("me semble qu'en secré countro yeou se deschéinou ; Crese que moun abor ye fay penou & la géinou"). Elle tente de le rassurer en mettant la désaffection sur le compte de l'immaturité ("Qu'uno fillou à quinge-an, es raramen instruitou", "En sourtén d'oû Couvén pôu n' estre que Nouviçou, Et d'aillur un Agnéu la surpassou en maliçou,") et l'invite à faire confiance à ses intrigues ("Que resoun dounara que noun sache coumbatre ? Per poussa d'argumén ai de talén de quatre.", "Repoûsas vous sur yeou.").
- Scène 4 : Casteouroux, resté seul, confesse que son intérêt réel est la dot ("Ni beuta ni tendressou, N'excitoun pas din yeou tan de tour de souplessou. Se douge millou fran que coumpousoun sa dot [...]").
- Scène 5 : Griffou rejoint Casteouroux et les deux échangent des politesses extrêmes sur la joie de devenir beau-père et gendre par amour de Nouradou ("Griffou : Din lou brulan desir d'un entretién tan doux, Countave lei moumen qu'ére priva de vous" - "Casteouroux : Et se sieou hrs d'eta de m'acquita ver vous, Pode oûmen proutesta sur la fé de moun amou, Qu'un sourdide interés n'allumou pa ma flamou.") jusqu'à ce que Griffou manifeste son inquiétude au sujet de la réponse de sa fille aux déclarations d'amours de Casteouroux. Ce dernier rassurant reprend à son compte les arguments de Nerinou mettant les réserves de la promise sur le compte de la jeunesse ("Tramblan de veyre en ellou un injuste courroux, Acusave lou sor de m'estre rigouroux : Mai d'abor ma rasoun oû secour arribado, m'a di que fasieou tor à l'eimablo Nouradou"). Approbateur mais contrarié Griffou tente de le rassurer à son tour invoquant son autorité de père pouvant contraindre sa fille pour son propre bonheur qu'elle ne peut apprécier eu égard de son jeune âge("Mai tout Pérou jaloux d'oû bounhur d'un enfan, D'unou indignou feblessou es toujour trioumphan,", "Ansin rassura vou redoublarai mou soüin, Per reduir lou tou dedin soun juste poüin, Ma fillou es for doucilou & sabe que revérou, Un ordre quan yé ven, de la par de soun Pérou."). Casteouroux fait mine de ne pas approuver la contrainte avant de s'en accommoder sous prétexte de respect ("N'ajuste dounc plu éen satisfa de mou sor, Se repliquave mai, creirieou vous faire tor.").
- Scène 6 : C'est au tour de Pistachou, oncle de Nouradou, de s'entretenir avec Griffou alarmé par la tristesse de sa nièce qu'il attribue au mariage avec Cateouroux ("Me semble que Nouradou autreifes tan badinou, Na plus aquelou humour, semblou toutou chagrinou. Legisse din soun Er emé qu'auquou terrour, Que per soun pretendu n'a rén mens que d'amour."). Griffou se défend d'abuser de son autorité et explique que cela est dû à l'attachement au couvent tandis que Pistachou pense qu'elle aime un autre, ce que Griffou exclu catégoriquement ("Se poussou de souspir n'es que per lou Couvén, Ai fouda lei repli de soun cor inoucén,". L'oncle doute ("Dins nosto oupiniou, vous, vo yeou sian troupa") se propose d'enquêter pour en avoir le cœur net ("Sensou ana plus avan, la fau prendre en secré, Et quan ôura parla, n'ôuren gés de regré.").
- Scène 7 : Griffou seul reconnait que Casteouroux n'est pas son égal et qu'il est âgé mais que c'est le parti qui convient. Ses pensées son interrompues par l'arrivée de sa fille.
- Scène 8 : Nerinou vient voir Griffou ("Vostou fillou Moussu voû repassa la grillou, detestou ouvertamen soun pretendu mari") ; il s'ensuit une scène tragi-comique car Nerinou rechigne trahir le secret de Nouradou à Griffou ("Mai ce vou lou disieou pourrieou dedin moun zélou, Eis yeux de qu'auqu'un mai pareisse criminellou") l'irrite chaque fois plus ; alors même qu'il promet de le prendre bien et de ne rien révéler il s'emporte ("Lou prendrai bén", ""Griffou : [...] que vos que fague ? Nerinou : Que jures avant tout de revela jamai Moun secré. Griffou : Jure [...]). Nerinou l'encourage à respecter sa parole et à se modérer ("Dins un cas coumou aqués fau teni bridou en man,") dans l'intérêt de la cause de Casteouroux et finalement Griffou se range à cet avis ("Fau l'avoüa Nerinou as un rare talén. A suivre toun avis me veiras vigilén.")et projette de sermonner, mais très fermement, sa fille ("La vôu Cathechisa : mai d'un ton absoulu.").
- Scène 9  . Nerinou se lamente de voir par intérêt trahir Nouradou ("Oubligeadou à servi dins un triple interés, N'es en favour de dous qu'amene lou succés.").

### Acte II

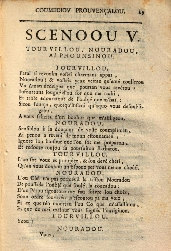

- Scène 1 : Griffou seul se lamente sur son sort, l’éducation des enfants, leur bonheur, l’obéissance et le rapport de génération ("Tristou counditioun qu'aguelo d'èstre Pérou ! Controu d'Enfan qu'amen se fau metre en coulérou"). L'arrivée de Nouradou semble lui inspirer une envie d'indulgence ("Ciel ! qu'au vei pas din ellou unou vrayou inoucéntou!").
- Scène 2 : Griffou demande sans détour à Nouradou si elle se soumet au projet de mariage ("Vené ti marqua vostou soumissioun ? Vo persita toujou din la rebelliou ?") o lui reprochant son attitude rebelle selon lui et la menaçant des conséquences ("Se noun veires ben léou ce que farai de vous."). Cette dernière fait acte de soumission ("N'ignore pa lei dré qu'aves su ma persounou' Ni lou vaste poudé qu'un nom de Perou dounou ; Et quan n'en oûria mens Nouradou à vostei pé, Vous soumettrié, moun Pérou, un cor plen de respé"), rappelle qu'elle a toujours été soumise et demande de la compréhension pour ses larmes et son jeune âge et le retour au couvent ("Souffré que l'ou Couvén, azile de mei plour, Me serve de retréttou à calma mei plour"). Griffou refuse catégoriquement persistant dans la menace ("Sia librou de coûsi ma hénou ou moun amour, Mai se chousissé mau redouta moun retour").
- Scène 3 : Nouradou seule se lamente sur son sort : le mariage forcé avec Casteouroux qu'elle abhorre, son amour pour un amant qu'elle croit loin se moquant d'elle dans les bras de sa rivale ("Indiferén per yeou fa crüoûta fatalou, N'aspirou qu'oü bounhur de plaire à ma Rivalou ;") et qu'elle ne peut oublier ni haïr et la trahison de Nerinou qui ne lui laissa qu'Alphousinou comme amie et confidente ("Trahidou d'un aman sensou poude l'haï, Vendudou indignamen per la faussou Nerinou, N'ai plus din moun parti que ma chèrou Alphounsinou;".
- Scène 4 : Nouradou fait part de son malheur à Alphounsinou qui le connait par ailleurs et qui confirme que l'on ne peut aborder ce thème avec Griffou sans le faire sortir de ses gonds ("Vese eme un gran regre que sia persecutadou, Et beléou vous oûrieu proucura de repau ; Ce moussu voste Pérou érou pa tan brutau"). Elle ajoute qu'elle aussi aime un certain Bôuthezar mais qu'elle est abhorrée de son père qui a forcé son fils à partir à s'embarquer comme matelot dans un vaisseau ("Chascun à sei chagrin[...]"). Nouradou compatissante lui rétorque qu'elle peut espérer ("Siés assuradou oû men de sa perseverançou") son retour tandis qu'elle trahie n'a plus d'espoir, ce à quoi Alphounsinou rétorque que ses soupçons sont injustes ("Crese for qu'accusés d'hourriblou tahisoun, Un aman mespresa sensou ges de resoun"). Nouradou se sent agressée par le reproche ("Quan me deou counsoula n'a per yeou qu'Eigrour, Accabou tuyou me, de ta men murttrierou.") et Alphounsinou lui souligne qu'il partit car elle était engagée ("Que pourrié din lou foun vous trata de perfidou, Puisqu'emé Casteouroux counsentias d'estre unidou.", mais justement elle l'accompagne pour venir la secourir et s'expliquer ("Alphousinou : Ho per ma fé veiren leu s'avieou tor, Vesé l'eici soun fron marquou unou inquietudou, Qu'anounçou rén d'ingra.").
- Scène 5 : Tourvillou se déclare toujours attaché à Nouradou, la culpabilisant même faisant mine de se résigner à ses vœux de mariage ("Infourtuna jougué d'ou sor que me trahi, Et triste adouratour de l'oubjé que m'haï : Sieou fourça, quoiqu'insytriui qu'aquo vous desoubligeou, A vous felicita d'un bounhur que m'affligeou."). Cette dernière marque son étonnement ("Ai penou a renveni de moun estounamen ;") et souligne que ce mariage lui est imposé ("D'un Pérou rigouroux me fau suivre lou choix, Soun ordre es souverén n'escoutou pa ma voix."), retourne l'accusation ("Es que de mei malhur vous fugués l'ouriginou", "Coumou lou Parpayoun courre de Bellou en Bellou, Dedeigna fiéramen unou Amantou fidellou ;") et l'interpelle : "Barbare, m'avé pa prefera ma Rivalou ?". Pour le coup l’accusation semble juste car en aparté Tourvillou ajoute "Per me justifia fau prendre au boun la Ballou." et justement retourne avec succès l'argument ("Tourvillou : Pode bén hardimen apppourta per deffençou, Que n'ai jamai douna de paraulo qu'a vous, Tandi qu'avés douna la vostrou a Casteouroux. Nouradou : Ah crüél ! N' en couvéne anére un pau tro vite,|...] Vous ai perdu Tourvillon ; & se l'ousave dire... Alphousinou (imitan la voix de sa mestrissou) : Yeu lou dirai per vous....bén souvén n'en souspire."). Face aux déclarations renouvelées de Nouradou, Tourvillou répond "Souffré dounc qu'un Aman toumbe à vostei ginoun / Per oubteni de vous un trop juste perdoun." ; cette dernière consent ("Mei soupir, mei regar, mei doulour, & mei larmou / Vous announçoun que tro que moun cor desarma / N'a plus d'autre poude que d'absoudre, & d'ama."). Tourvilloun propose de fuguer ("Et quan nostei parén usoun de Tiranniou, / Lou parti de fugi n'a gés d'innouminiou.") et choquée Nouradou en appelle à Alphounsinou pour la soutenir mais cette dernière est entièrement acquise à Tourvilloun ("Lou tém permes pas trop de faire un long Discour, / Moussu meritou per soun excés d'Amour ;"). Nouradou hésite et se lamente ("Se suive moun deve, quint excés de miserou ! / Se suive moun Amour quin chagrin per mou Pérou !") et Alphounsinou lui met plus de pression ("Un excés de vertu n'es jamai que blamable, Quan choquou la Naturo, & nous rénd miserable.") et Nouradou cède ("Counsénte a courouna l'ardour d'un Cor tant tendre") ; Tourvillou va demander l'aide de deux amis et charge Nouradou de maintenir les apparences pour fuir pendant que toute la maison dormira ("Soungea de lou couvri d'unou faussou aprénçou. / E quan lou bal fini fara plaçou oû silénçou,  / Et que tout joûira d'un som tranquile et doux ; / Troumparen voste Pérou & Moussu Cateouroux.").
- Scène 6 : Alphousinou et Nouradou échangent des considération sur l'amour de Tourvillou ("Nouradou : L'ou dissilue pa, troubou Tourvillou eimable, Din l'Ar tendre d'ama me semblou incoumparable, A penou agué resta quatre jour dins l'houstau, qu'un certén qu'auquarén agité moun repau,"), sur les sentiments amoureux féminins ("Alphousinou : Unou fillou d'aillur es semblable à l'Anguielou, Tené la din la man, se sarra tro s'envai, Et se sarra pa proun resquillou encarou mai.") basculant même chez Alphousinou dans une grivoiserie à laquelle Nouradou met fin tout de suite ("Alphousinou : [Boûthezar] Oûtan que voste Amand'avan vous s'humilipo, Oûtan ven brisqu'amen, & se recounciliou : Et coumou es un vivan qu'es asses bén quarra, Dins unou de sei man tén mei pougne sarra, Et soun autrou agissén d'unou façoun hardidou, Toumbou fouruitamen mouté l'hazar la guidou.  Nouradou : Alphounsinou respectou un courage abbatu, Fai que t'escape rén que blesse ma vertu,").
- Scène 7 : Nerinou déclare "Ma sciençou és à bout, Ai beleu favintucinq Persunage,Voste Pérou oubstina menaçou de puni,". Nouradou fait mine de s'être résignée : "Et puis qu'absoulamen voû m'establi deman, N'aspire qu'à l'oubjé de ressaupra ma man." ce à qui Nerinou répond "[...] din soun devé fai bon veire unou fillou !".
- Scène 8 : Nouradou, annoncée par Nerinou, vient confirmer sa soumission et ses vœux de façon très convaincante ("Ma paraulo es dounadou, & la vole teni.") devant Casteourous et Griffou qui s'en réjouissent à l'excès.

### Acte III
- Scène 1 : Alphousinou éveille et alarme la maisonnée ("O Malhur ! ô desastre ! ô deplourable Pérou !") faisant mine de découvrir la fugue.
- Scène 2 : Alphounsinou annonce à Griffou la fugue mettant le projet sur le compte de Nerinou ("Crese qu'oûran suivi leis avis de Nerinou.") et en faisant semblant de la regretter. Au reproche de Griffou qui lui avait dit de la surveiller, Alphousinou répond que de la même façon improbable il ne s'est pas réveillé quand elle passait devant sa chambre ("Quau de vous abusa fau se rendre capable, Fau qu'ague per secour un Dieou, vo qu'auque Diable."). Griffou en colère la chasse.
- Scène 3 : Griffou fait éclater sa colère : "Vostre negre attenta sera puni de Mor. [...] la Naturou, lou Sang, la Tendressou & l'Amour, L'ou ceddoun ei transpor de ma justou furour.".
- Scène 4 : M. Dodu, un voisin et ami, versé comme Griffou en droit ("Ai vint an de pratiquou"), vient s’inquiéter et offrir son aide. Griffou veut sur le champ saisir avec la plus extrême fermeté la Justice, ce dont Dodu tente de le dissuader, l'encourageant à la modération pour éviter le scandale, le déshonneur et favoriser une sortie conciliée ("Cepandan voste Cas n'es pas d'unou naturou, A vous embarrassa din unou Proucedurou, Que ternié segur l'hounour de voste Enfa."). Les deux échangent des arguments en jargon juridique sur la procédure et la jurisprudence ("Griffou : [...] plusieur autre an parla su lou Cas; Et d'un coummun accor oûppinoun oû Supplice, Controu tout Seductour, & Controu tout Coumplice.", "Dodu : Quintou doulour per vous, se per un pur Caprice, Vous anavia ploungea din qu'auque precipice ! L'Ourdounançou de Blois nous fai trambla de pôu;"). Griffou refuse violemment d'arranger avec un mariage la fuite et Dodu le met en garde contre une fuite et un mariage à l'étranger, mais pour Griffou "Un mariage ansin, es facile a cassa;". Dodu est partisan d'attendre pour laisser les choses se décanter et que Griffou se calme un peu : "Se din dous hourou oû pus ye sia determina, Faren ce que voudres epr assura sa pertou; Souffré qu'en attendén ténte unou descouvertou.".
- Scène 5 : Nerinou par l’intermédiaire de M.Pistachou a appris que l'on avait aperçu Nouradou vers le port et a envoyé M. Dodu vérifier.
- Scène 6 : M. Griffou présente ses excuses en se posant en victime auprès de Casteouroux "Et que dins leis hounourmounté pode prentendre, / Sarai priva d'aqueou de vous veire moun gendre." que ce dernier refuse "Frappa d'un coumplimen que n'a rén de sensa / Sieou for surpès, Moussu, qu'oûse me l'addressa". Le ton monte entre les deux et Casteouroux qui faisait presque illusion au début se montre être une personne de peu de valeur. Nerinou prend la défense de M. Griffou qui se retourne contre elle l'accusant d'avoir soutenu les plans de Tourvillou. À son tour Casteouroux s'en prend à elle et M. Griffou l'expulse hors de sa maison.
- Scène 7 : Casteouroux demande très grossièrement et sous la menace le remboursement des frais avancés "Ce tarda mai, Moussu, vous yé sçoûrai fourça".
- Scène 8 : Pistachou conte qu'ils ont fui en bateau mais ont fait naufrage en heurtant un pont. Nouradou secourue a été trouvée inanimée et donnée pour morte mais Tourvillou arrive à la réanimer "Per sei souin redoubla la papélou à la vido." Conduite chez M.Pistachou et s'étant justifiée auprès de lui et de sa femme, ce dernier prend sa défense et conseille à Casteouroux "A termina lou Fé per un proumpt Mariage." Il vante les mérites de Tourvillou "De vostre propre avu, manquo pa de talén" et fini sa mise en garde "Tro d'osbtinatiou pôu deveni funesto"
- Scène 9 : M. Dodu s'extasie sur l'éloquence de M. Pistachou tandis que M. Griffou s'avoue convaincu mais l'offense demeure insupportable.
- Scène 10 : Alphounsinou revient effrayée et désolée. À sa vue M. Grifou s'emporte "Couquinou pagaras lou mau que m'as fa", "La vole estoufa". M. Dodu s'interpose pour éviter la violence. Alphousinou lui demande d'intercéder pour elle et l'en remercie. Et l'on frappe à la porte.
- Scène 11 : M. Pistachou arrive avec Nouradou et Tourvillou "Dous coupable soumes venoun avuglamen / Imploura la douçour de vostre jujamen." Nouradou implore le pardon en expliquant que l'on n'est pas maître de ses sentiments et que Tourvillou est personne de qualité. Les deux implorent à genoux tandis que M. Pistachou en plus de doter Nouradou en fait son héritière. M. Grifou s'incline et donne sa bénédiction. Alphousinou conclut la pièce : "Puisqu'aquo reüssi, fau qu'eme Boûthezar / Nous metten qu'auque jour un pau din lou hazar, / Que lou sor en Demounague chanja soun Paire, / Quan oûra proun jura se teisara pechaire." La pièce se clôt par les matelots qui chantent et un ballet.

## Éditions
- Lou Novy Para. Cracouviou : Przepéndorousky, 1743.
- Œuvres complète de J. B. Coye en vers provençaux, Arles, Mesnier, 1829.
- Lou Bouquet Prouvençaou, Marselha, Achard, 1823.